# Seznam švedskih kolesarjev
Seznam švedskih kolesarjev.

## A
- Jacob Ahlsson

## B
- Magnus Bäckstedt

## C
- Janne Corax

## J
- Emma Johansson

## K
- Fredrik Kessiakoff

## L
- Marcus Ljungqvist
- Susanne Ljungskog
- Tobias Ludvigsson

## P
- Erik Pettersson
- Gösta Pettersson
- Tommy Prim